# Fernando Saguier
Fernando Saguier (n. el 20 de agosto de 1865 - m. en Buenos Aires el 18 de marzo de 1939) fue un político argentino, que ejerció como diputado y senador nacional en representación de la Unión Cívica Radical.

## Biografía
Fernando Saguier nació el 20 de agosto de 1865 en Buenos Aires siendo hijo de los paraguayos Fernando Saguier Viana, embajador de su país en la Argentina durante los tiempos de la Guerra de la Triple Alianza, y Petrona Pereira Oscáriz. 
Su abuelo, por parte paterna, era el militar y diplomático francés Antoine Pierre Saguier. Su tío político, casado con la hermana de su padre, era Manuel Quintana, presidente argentino entre 1904 y 1906. Otro de sus tíos fueron Adolfo Saguier, vicepresidente del Paraguay entre 1878 y 1880, y Carlos Saguier, primer embajador paraguayo en la Argentina.
Saguier comenzó a actuar en la Unión Cívica Radical en los tiempos de su creación, en los inicios de la década de 1890. Jugó un importante rol durante la Revolución de 1893, comandando las fuerzas que atacaron la Comisaría de Lomas de Zamora y tomaron la estratégica estación de ferrocarril de Temperley, donde el ejército revolucionario estableció su cuartel general.
En 1894 fue elegido diputado provincial en la Provincia de Buenos Aires, con mandato hasta 1898. Luego fue elegido senador provincial entre 1898 y 1902. Durante ese tiempo, Saguier estaba enrolado en el sector del radicalismo que comandaba Hipólito Yrigoyen, en oposición a aquellos que lideraron tanto Leandro Alem como Bernardo de Irigoyen.
En la Revolución de 1905 fue encomendado personalmente por Hipólito Yrigoyen para gestionar la adhesión de importantes líderes militares.
En 1912 fue elegido diputado nacional encabezando la lista de la Unión Cívica Radical de la Ciudad de Buenos Aires. Fue elegido presidente de la Cámara de Diputados. En 1918 fue designado embajador argentino en Bolivia. En 1919 fue elegido senador nacional por la Provincia de Buenos Aires. En 1924 se integró a la Unión Cívica Radical Antipersonalista.
En 1938 fue elegido senador nacional por la Ciudad de Buenos Aires cargo en el que falleció al año siguiente.